# شركة صنع المشروبات بتونس
شركة صنع المشروبات بتونس (شركة التبريد ومعمل الجعة بتونس سابقا)، هي كبرى شركات إنتاج المشروبات وإحدى أضخم المجموعات الخاصة في تونس. يرجع تأسيس الشركة إلى عام 1925  زمن الحماية الفرنسية وبعد الاستقلال سيطرت الحكومة على رأسمالها إلى 1979 تاريخ بيع حصتها. تهيمن الشركة على قطاع الجعة في البلاد من خلال ماركتها التاريخية سلتيا وعلى قطاع المشروبات الغازية من خلال إنتاجها لماركات كوكاكولا وفانتا وأورونجينا وشويبس إضافة لبوقا المحلية. سعت الشركة في السنوات الأخيرة تطوير نشاطها في قطاعي العصير والمياه المعدنية من خلال استحواذها عام 2000 على مروى وعام 2003 على شركة سوستام (ماركة صافية ومليتي) كما دخلت قطاع الحليب من خلال شراءها لأصول تابعة للشركة التونسية لصناعة الحليب المتعثرة  ومصنع لماركة بلدي. تدير المجموعة مصنعين في باب سعدون (جعة) وبوعرقوب (مشروبات غازية) ولها فروع متخصصة في اللف والنقل والحصة الرئيسية في شركة الاستثمار والتنمية الصناعية والسياحية التي اطلقتها لاستثمار سيولتها المالية الهامة. يرأس الشركة منذ سنوات طويلة حمادي بوصبيع فيما تسيطر مجموعة كاستيل الفرنسية على رأسمالها عبر مصانع الجعة والمبردات الدولية. أخذت الشركة اسمها الحالي في جوان 2012 وكانت قبل ذلك تسمى شركة التبريد ومعمل الجعة بتونس.

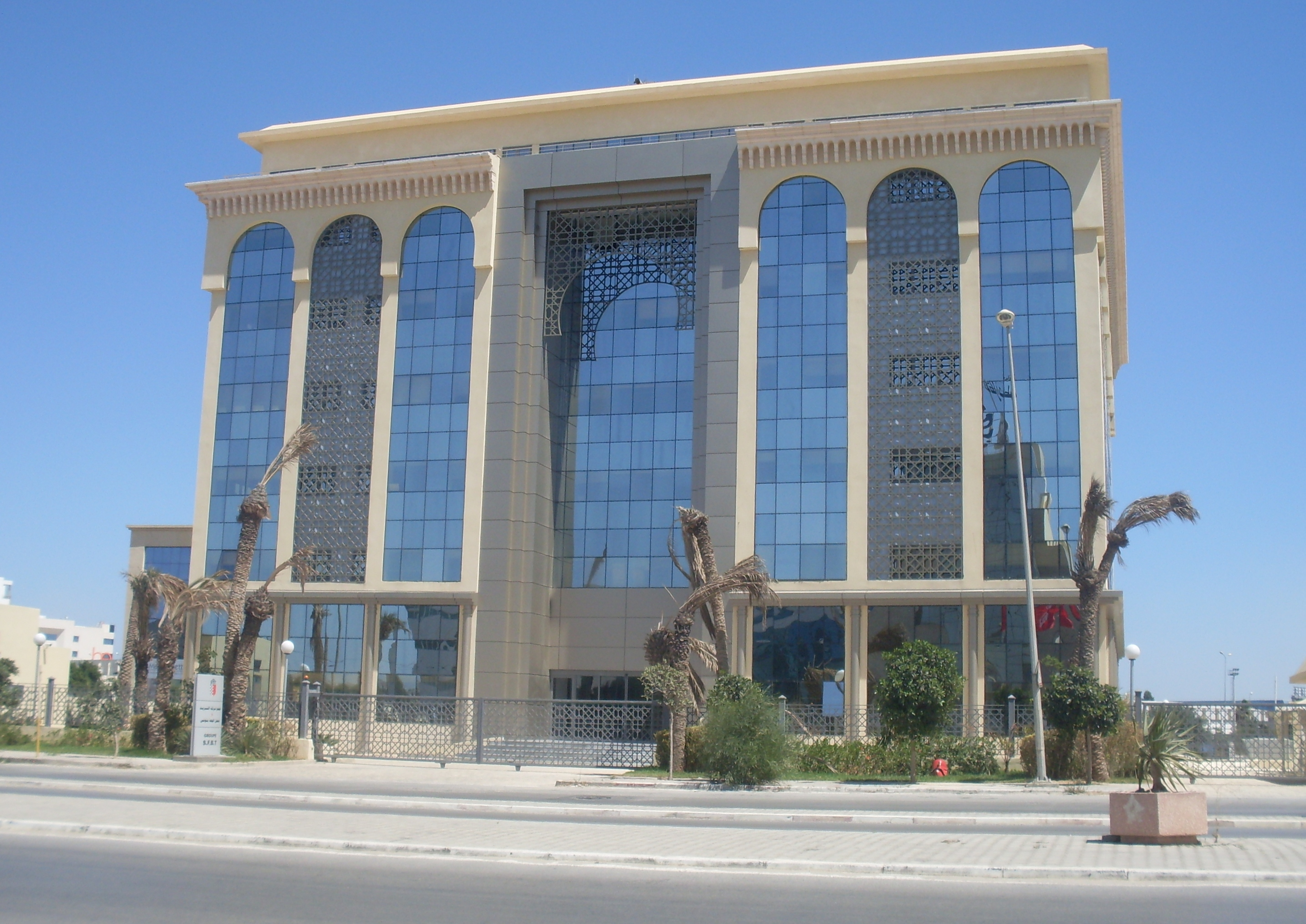
مقر الشركة بالمركز العمراني الشمالي